# Dikbil

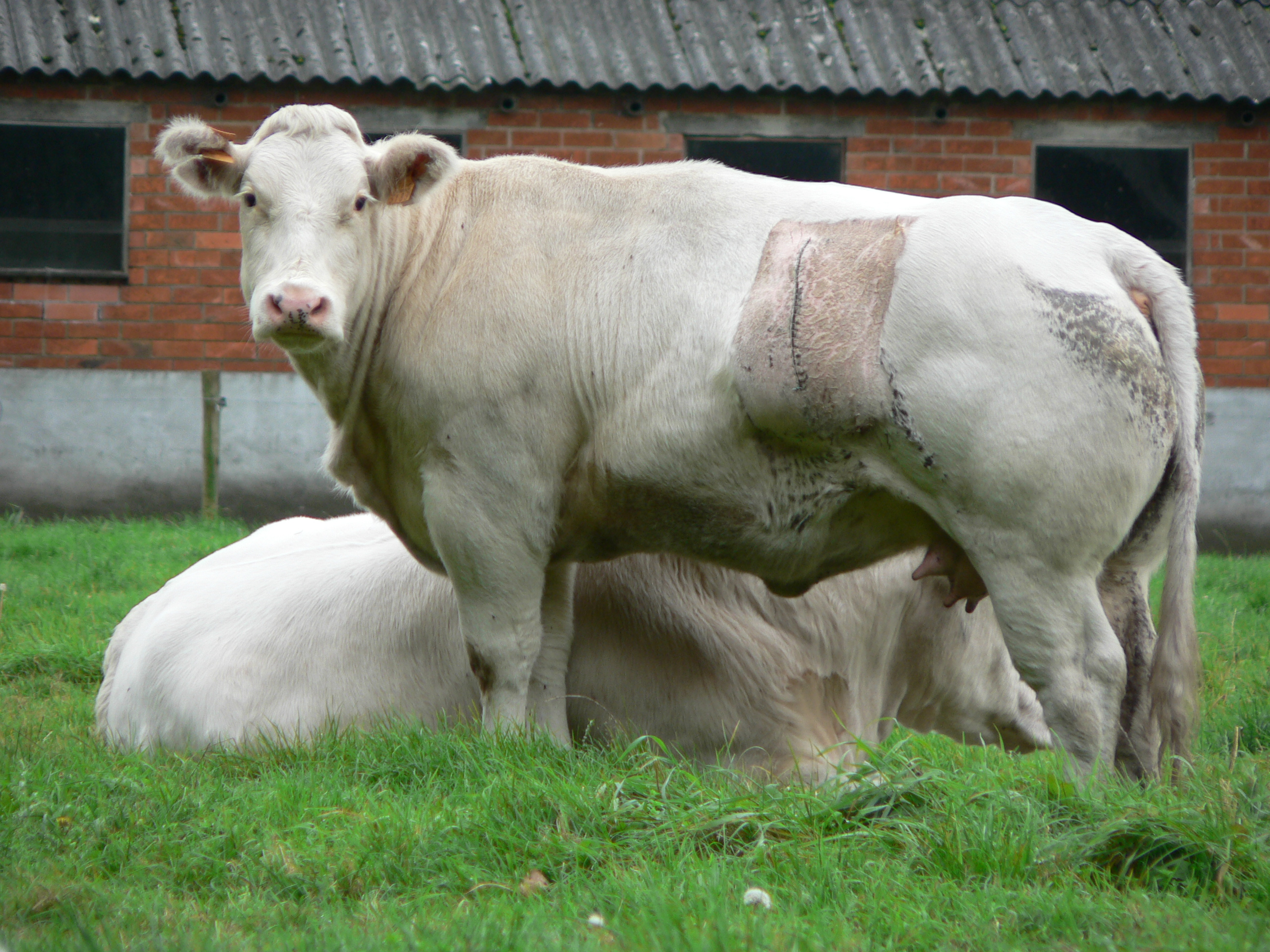
Belgisch witblauw dikbil met litteken van keizersnee op linkerflank

Een dikbil is een rundersoort met door selectie ontstane extreme spierontwikkeling.

## Oorsprong
De extreme spierontwikkeling wordt veroorzaakt door het dikbil-allel van het myostatine-gen dat normaal de spierontwikkeling juist  remt. Dit autosomaal recessief overervend gen is gelegen op chromosoom 2 van het rundergenoom. Het volledig genoom van het rund omvat 30 chromosoomparen die naar schatting 100 000 genen bevatten. De mutatie is een 11 basenpaar deletie in het myostatine gen wat leidt tot een functieverlies van dit gen. Door selectief fokken op deze mutatie zijn dieren van bepaalde rassen alle drager van dit gen.
Bij schapen wordt een gelijkaardige mutatie callipyge (Grieks voor "mooie bil") genoemd.

## Kalveren
De kalveren van deze rundersoort zijn door jarenlang selectief fokken al voor de geboorte stevig gebouwd en kunnen daardoor niet zonder ingrijpen van de mens ter wereld komen. Het zijn geen melkkoeien, ze produceren net genoeg om hun kalf groot te brengen. Deze runderen worden gehouden om hun gigantische spiermassa. De fokkers verkopen de kalveren waarvan een deel wordt groot gebracht voor het vlees. Een enkele 'pinkbul' wordt aangehouden om mee door te fokken via kunstmatige inseminatie. 90% van de kalveren wordt geboren via een keizersnede. Met deze onnatuurlijke vorm van afkalven, is er sprake van napijn en eventuele complicaties zoals ontstekingen, verklevingen en vergroeiingen. Om een fokverbod voor dikbilrassen in Nederland te voorkomen, maakte de stamboeken van het Belgisch witblauw- en het verbeterd-roodbontras samen met LTO in 2014 een plan van aanpak.

## Rassen
Dikbil rassen:
- Belgisch witblauw
- Piëmontees
- Partenais
- Maine-Anjou
- Charolais
- Gasconne
- Verbeterd roodbont